# Chao'an
Chao'an är ett stadsdistrikt i staden Chaozhou i provinsen Guangdong i sydöstra Kina.
Chao'an är indelat i 16 köpingar och en administrativ enhet på sockennivå.
Köpingar (zhen):

- Anbu (庵埠镇)
- Caitang (彩塘镇)
- Chifeng (赤凤镇)
- Dengtang (登塘镇)
- Dongfeng (东凤镇)
- Fenghuang (凤凰镇)
- Fengtang (凤塘镇)
- Fengxi (枫溪镇)
- Fuyang (浮洋镇)
- Guihu (归湖镇)
- Guxiang (古巷镇)
- Jiangdong (江东镇)
- Jinshi (金石镇)
- Longhu (龙湖镇)
- Shaxi (沙溪镇)
- Wenci (文祠镇)

Område på sockennivå:
- Wanfeng Linchang skogsbruk (万峰林场)